# Dwa narody
Dwa Narody – jedenasta płyta zespołu KSU wydana 8 grudnia 2014 r. Album ukazał się po 6 latach od wydania poprzedniej płyty 
XXX-lecie, Akustycznie. Znalazło się na nim 20 kompozycji, w których usłyszeć można różne instrumenty folkowe – m.in. flety, harfę, skrzypce oraz sopiłkę.

## Lista utworów
źródło:
| Nr  | Tytuł utworu                     | Długość |
| --- | -------------------------------- | ------- |
| 1.  | „Rozbity dzban”                  | 2:46    |
| 2.  | „Wesoła ballada o smutnym końcu” | 2:40    |
| 3.  | „Teledemokracja”                 | 3:26    |
| 4.  | „Ten, który nie nadejdzie?”      | 3:01    |
| 5.  | „Kiedy naród umiera”             | 4:15    |
| 6.  | „Moje stąd”                      | 3:08    |
| 7.  | „Gazowane szczęścia”             | 2:32    |
| 8.  | „Wolne niewole”                  | 3:04    |
| 9.  | „Wyrzuceni poza nawias”          | 2:37    |
| 10. | „Puzzle historii”                | 2:23    |
| 11. | „Życie przez RZ”                 | 2:36    |
| 12. | „Głupawica”                      | 3:17    |
| 13. | „Ciemne ścieżki”                 | 2:46    |
| 14. | „11.11.2012”                     | 4:07    |
| 15. | „Wino za karę”                   | 2:19    |
| 16. | „Dwa Narody”                     | 3:13    |
| 17. | „Tylko honor II”                 | 4:24    |
| 18. | „Niebo nie przyjmuje zwrotów”    | 3:03    |
| 19. | „Sztyl od kilofa”                | 2:41    |
| 20. | „Laworta”                        | 2:00    |
|     |                                  | 1:00:18 |

## Muzycy
- Eugeniusz „Siczka” Olejarczyk – śpiew, gitara, chórki
- Leszek „Dziaro” Dziarek – perkusja, chórki
- Piotr „Lego” Leszega – gitara, instrumenty klawiszowe, chórki
- Łukasz „Luc” Zawada – gitara basowa

gościnnie
- Eliza Kuźnik – skrzypce
- Ewelina Wałęga – instrumenty klawiszowe
- Konrad Oklejewicz – sopiłka, flet poprzeczny, bansuri, pakistańskie cymbały strunowe, santur
- Jarosław Kidawa – gitara basowa, gitara, instrumenty klawiszowe
- Mateusz Sowa – sopiłka
- Bartek „Kukuś” Kądziołka – chórki
- Malwina Zych-Oklejewicz – harfa